# Berden
Berden è un villaggio ed una parrocchia civile di 437 abitanti della contea dell'Essex, in Inghilterra. Situato a 9 km nord da Bishop's Stortford, Hertfordshire e 33 km nord-ovest da Chelmsford.